# Eskilstuna stadsförsamling
Eskilstuna stadsförsamling var en församling i Strängnäs stift och i Eskilstuna kommun i Södermanlands län. Församlingen upplöstes 1931 där delen väster om ån uppgick i Eskilstuna Fors församling och delen öster om ån uppgick i Eskilstuna Klosters församling. 

## Administrativ historik
Eskilstuna stadsförsamling bildades 1659 genom en utbrytning ur Fors församling och var därefter till 1931 moderförsamling i pastoratet Eskilstuna, Fors och Kloster. Församlingen upplöstes 1931 där delen väster om ån uppgick i Eskilstuna Fors församling och delen öster om ån uppgick i Eskilstuna Klosters församling.

## Kyrkoherdar
| Ämbetstid | Namn                           | Levnadstid | Övrigt                                       |
| --------- | ------------------------------ | ---------- | -------------------------------------------- |
| 1659–1661 | Christophorus Siggesson (Bure) | 1590–1661  |                                              |
|           | Magnus Johannis Pontin         | 1623–1691  | Tillträdde ej.                               |
| 1662–1692 | Gudmundus Jacobi Lithovius     | 1620–1692  | Kontraktsprost.                              |
| 1693–1699 | Elias Alexander Mouritz        | 1650-1699  | Kontraktsprost.                              |
| 1700–1709 | Gustaf Adolf Humble            | 1674–1741  | Kontraktsprost. Senare biskop i Växjö stift. |
| 1709–1726 | Per Gustaf Ljungberg           | 1668–1726  | Riksdagsman.                                 |
| 1727–1751 | Johannes Hysing                | 1680–1751  |                                              |
| 1752–1754 | Michael Fant                   | 1718–1754  |                                              |
| 1755–1780 | Lars Bruhn                     | 1708–1780  | Kontraktsprost.                              |
| 1783–1798 | Adolph Stare                   | 1742–1798  |                                              |
| 1800–1836 | Seth Wallquist                 | 1760–1836  | Kontraktsprost.                              |
| 1838–1870 | Ulrik Lundgren                 | 1790–1870  | Kontraktsprost.                              |
| 1873–1882 | Jakob Axel Ullgren             | 1813–1882  |                                              |
| 1885–1899 | Albert Sjöholm                 | 1841–1931  | Kontraktsprost.                              |

## Kyrkor
Som församlingskyrka användes Fors kyrka samt från 1929 även Klosters kyrka.